# Hemimycena pseudogibba
Hemimycena pseudogibba är en svampart som tillhör divisionen basidiesvampar, och som först beskrevs av Valla, och fick sitt nu gällande namn av Vladimír Antonín och Machiel Evert ("Chiel") Noordeloos. Hemimycena pseudogibba ingår i släktet Hemimycena, och familjen Chromocyphellaceae. Arten har ej påträffats i Sverige.